# Пчелинцев, Валерий Витальевич
Вале́рий Вита́льевич Пче́линцев (род. 11 февраля 1976, Тамбов, СССР) — российский футболист, защитник, тренер.

## Карьера
Воспитанник тамбовского футбола. В 1992—2007 годах защищал цвета местного «Спартака» во Втором дивизионе и Третьей лиге. В 2008 году покинул команду из-за разногласий с руководством клуба по поводу условий контракта, после чего подписал контракт с лискинским «Локомотивом», за который провёл 23 матча в чемпионате и 1 матч в Кубке. В 2009 году вернулся в «Спартак», где завершил карьеру в 2010 году. Во всех соревнованиях за тамбовский клуб провёл 428 матчей, забил 18 мячей. 
По состоянию на ноябрь 2019 работал тренером в тамбовской Академии футбола.

## Достижения
- Победитель 5-й зоны Третьей лиги: 1996